# Манганокалцит
Манганокалцитът е минерал, вид калцит с повишено съдържание на манган и химична формула (Ca,Mn)CO3. Цветът му е млечнобял до безцветен, но често от различни примеси е обагрен в розово, жълтеникаво, кафяво до черно. Понякога е прозрачен и тогава се нарича исландски калцит.